# Borboropactus cinerascens
Borboropactus cinerascens is een spinnensoort in de taxonomische indeling van de krabspinnen (Thomisidae).
Het dier behoort tot het geslacht Borboropactus. De wetenschappelijke naam van de soort werd voor het eerst geldig gepubliceerd in 1859 door Carl Ludwig Doleschall.